# دنگ یاپینگ
دنگ یاپینگ (به چینی: 邓亚萍 - Deng Yaping) ورزشکار زن رشتهٔ تنیس روی میز اهل کشور چین است. وی در بین سال‌های ‎۱۹۹۲ تا ۱۹۹۶ میلادی در مسابقات بازی‌های المپیک تابستانی در مجموع ۴ مدال طلا را کسب کرد.